# Francesco Monti (1685)

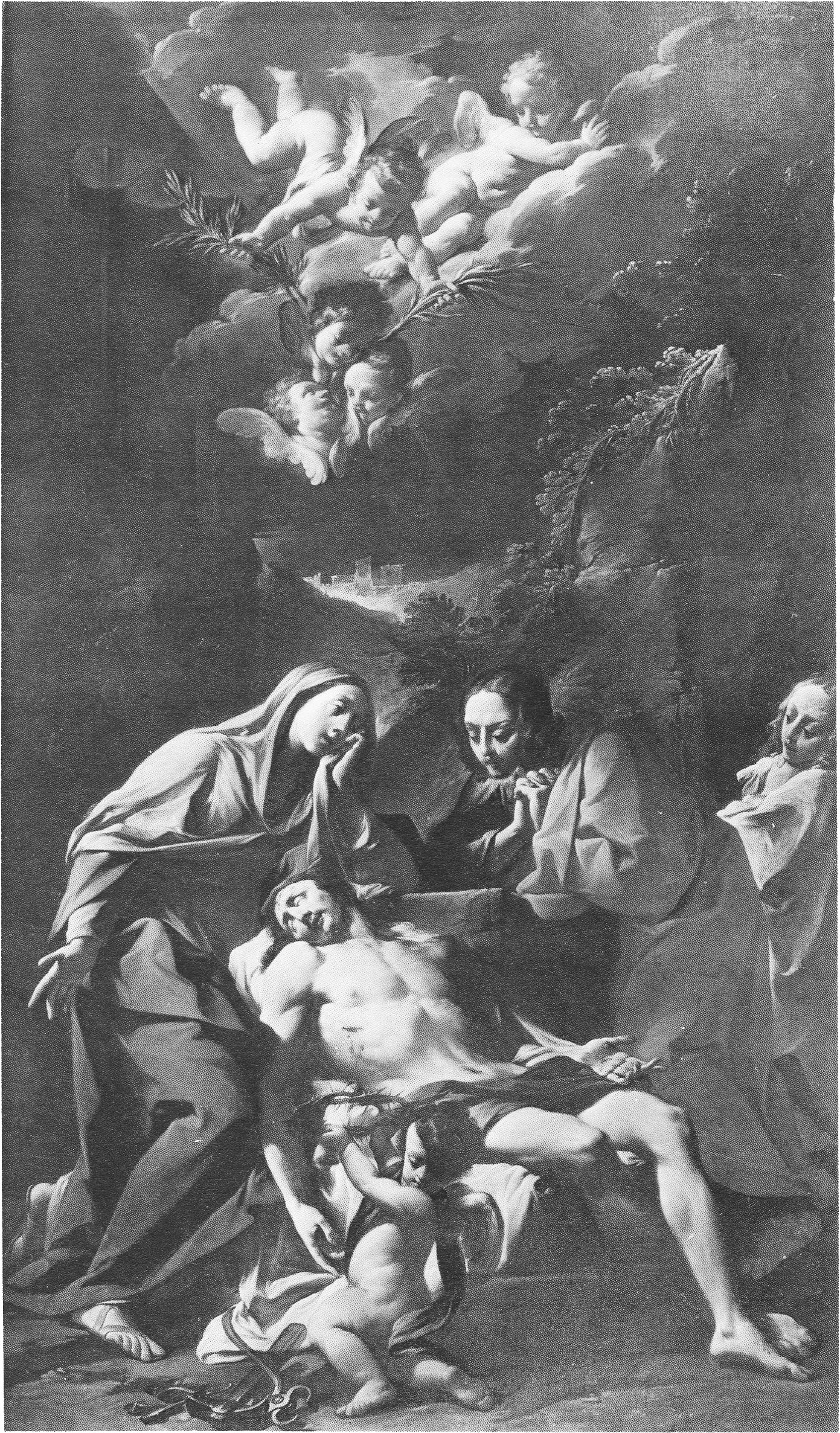
Francesco Monti, Pietà di San Zeno, 1738, chiesa di San Zeno al Foro, Brescia.

Francesco Monti (Bologna, 1685 – Brescia, 14 aprile 1768) è stato un pittore e disegnatore italiano.

## Biografia
Era figlio di un sarto che servì la corte degli Este a Modena intorno al 1690.
Fu dapprima allievo di Sigismondo Caula a Modena per tre anni dal 1700 c. e poi di Giovan Gioseffo Dal Sole a Bologna a partire dal 1703.
La prima opera attribuita in modo certo al Monti risale al 1713 (Pentecoste per la Basilica di San Prospero a Reggio Emilia). Già in questo dipinto, si notano la capacità del Monti come pittore e disegnatore e le sue doti espressive.
Nel 1715 a Bologna gli fu commissionata l'opera La Sacra Famiglia con Giovanni Battista e dopo circa sei anni fu ammesso all'Accademia Clementina di Bologna.
In questi anni Monti si affermò professionalmente: fu incaricato infatti di dipingere il soggetto Achille che trascina il corpo di Ettore dal marchese Durazzo di Genova e ricevette l'importante commissione per la realizzazione, insieme ad altri pittori, di una serie di dipinti (i Tombeaux des Princes) per decorare il palazzo di Goodwood per il Duca di Richmond. Per quest'ultimo lavoro, l'artista si occupò di realizzare le figure ed altri particolari, mentre si avvalse dell'opera del Ferrajoli per l'esecuzione dei paesaggi e di quella del Mirandolese per le prospettive. Grazie a questo incarico, ebbe modo di conoscere importanti artisti quali Sebastiano Ricci, Giovanni Battista Pittoni, Giovanni Battista Piazzetta e Antonio Balestra.
Lavorò per i conti Ranuzzi, per cui dipinse Il Ratto delle Sabine, e per la corte di Torino, per cui dipinse Il trionfo di Mardocheo conservato presso il Palazzo reale di Genova.
Nel 1738, intraprese l'attività a Brescia, dipingendo per la volta della Pace giganteschi cammei, costruiti plasticamente e quasi monocromi.
Nel 1741, eseguì affreschi in Santo Spirito assieme allo Zanardi, che l'affiancò anche in altri lavori. Eseguì, nel 1746, un San Maurizio nella chiesa della Pace ed altri dipinti nella chiesa del Patrocinio di M. V. sui Ronchi e in varie altre chiese a San Zeno, Capo di Ponte, Chiari, Sale Marasino, Zone.
Dipinse anche due pale d'altare, la Morte di sant'Anna e la Pietà di San Zeno, per la chiesa di San Zeno al Foro.
Eseguì anche opere per decorare case signorili, come la Martinengo, l'Avogadro e la Barussi, a cui contribuì con i suoi ritratti anche la figlia Eleonora Monti.
L'ultimo lavoro bresciano del Monti si trova nella chiesa di Coccaglio (1745-1754).
In questi anni lavorò anche a Bergamo, come testimonia il San Vittore collocato nella curva dell'abisde del Duomo della città, accanto a opere di altri artisti di punta del Settecento veneto, come Tiepolo, Pittoni e Cignaroli.
Dal 1740 c. fu attivo anche nella zona di Cremona. In città decorò la volta e la cupola della chiesa di S. Gerolamo.
Fu autore anche di quadri di genere e tenne un'apprezzata scuola, da cui uscì Sante Cattaneo.
L'arte di Monti fu influenzata, oltre che da Dal Sole, anche da Donato Creti, Giuseppe Maria Crespi e Antonio Gionima. Sviluppò uno stile personale caratterizzato da figure eleganti, che ricordano quelle del Parmigianino, ma che forse sono più direttamente ispirate dallo stile tardo manieristico di pittori come Bartholomäus Spranger e Josef Heintz le cui opere potrebbe aver conosciuto dalle stampe di Aegidius Sadeler, Jan Müller e altri. Oltre ai tratti tipici della scuola bolognese, nella sua pittura si trovano amalgamati anche influssi di altre aree culturali, come la veneta e la lombarda.
Fu un esponente di primo piano del filone neo-manieristico della pittura emiliana del XVIII secolo.

## Opere
- Pentecoste, Basilica di San Prospero, Reggio Emilia, 1713
- La Sacra Famiglia con Giovanni Battista, 1715
- Achille che trascina il corpo di Ettore, 1720 c.
- Cicerone, 1722, Kunsthistorisches Museum, Vienna
- Gesù e la samaritana al pozzo, olio su tela, 1730 circa, Breno, Museo Camuno
- Madonna col Bambino, San Giovannino, san Giuseppe, san Giacchino e sant'Anna, Chiesa dei Santi Francesco e Carlo, Sammartini (Crevalcore), 1730-1735 ca
- Diana ed Endimione, 45,3 x 57 cm, olio su tela
- Il Ratto delle sabine
- Il trionfo di Mardocheo
- Pietà, chiesa di San Zeno al Foro, Brescia, 1738
- Morte di Sant'Anna, chiesa di San Zeno al Foro, Brescia, 1740
- San Maurizio, Chiesa di Santa Maria della Pace, Brescia, 1746
- Madonna con il Bambino e i santi Giovanni Nepomuceno e Luigi Gonzaga datato 1750 nella chiesa di San Giovanni Evangelista di Zone